# Rob Dougan
Rob Dougan, também conhecido como Rob D (nascido em 1969, Sydney, Austrália) é um compositor. Mistura elementos de música orquestrada, trip hop, e blues e voz, seu trabalho é tangencialmente a música eletrônica. Ele era conhecido principalmente por seu hit de 1995 "Clubbed to Death", popularizado pelo filme The Matrix como Trilha sonora. "Clubbed to Death" foi lançado em seu álbum de estreia Furious Angelsem 2001, sete anos após o seu lançamento inicial.

## História
Em 1990, a amiga dele Rollo o trouxe da Austrália para Londres. De 1991 a 1995, "Rob D" trabalhou como um DJ. Em 1994 seus remixes começaram a chegar ao topo das paradas no Reino Unido. Ele também lançou seu primeiro single, "Hard Times".
Em 1995, o seu único hit "Clubbed to Death" deu-lhe reconhecimento na cena noturna do Reino Unido. Ele produziu quase uma dúzia de remixes, incluindo o favorito entre os fãs "Kurayamino Variation". Sua gravadora Mo'Wax Records ficou tão satisfeita com o resultado que lhe encomendou um segundo trabalho chamado "Clubbed to Death 2" (mais tarde, a faixa bônus do álbum). CTD2 Inicialmente apareceu no disco de James Lavelle de 1996 DJ mix compilation Cream Live 2.
"Furious Angels", não foi lançada pela Mowax mas acabou liberada por Dougan como um single em 1998, com o seu novo selo Cheeky Records. Dougan continuou mais seis anos, fazendo remixes e licenciando suas faixas, a fim de auto-produzir o álbum exatamente como ele o deseja: acompanhado de uma orquestra completa e um coro.
Em 1999, a sua exposição aumentou dramaticamente, quando o seu "Clubbed To Death (Kurayamino Variation)" foi destaque na trilha sonora deThe Matrix, mas este hit permaneceu o único conhecido pelo público, em seguida, "Rob D". Ele também forneceu remixes de músicas para o U2, Moby e Kylie Minogue, e contribuiu com mais duas faixas para a trilha sonora da continuação de Matrix em 2003, The Matrix Reloaded, ''e Château Kung Fu(Uma versão curta de "Furious Angels" feita para "The Matrix Reloaded"). Também no DVD de The Matrix Reloaded tem o fundo instrumental I'm Not Driving Anymore.
Em 2002, no Reino Unido e em 2003 no resto do mundo, ele finalmente lançou seu álbum de estreia Furious Angels para aclamação da crítica e algumas surpresas a partir do novo tom de seu trabalho. Mais tarde, em 2003, um disco duplo e a nova versão de "Furious Angels" totalmente em  instrumental.

## Discografia

### Álbuns de estúdio
- (2002)Furious Angels
  - 1-CD (14 faixas) sobre a base edição.
  - 1-CD (15 faixas) sobre a edição do Reino Unido (bônus "Clubbed to Death 2")
  - 2-CD (15 10 faixas) sobre a nova versão 2003 (o segundo disco fornece a versão instrumental do primeiro disco, para quem quiser ouvir as peças da moda, em que foram utilizados em filmes comoDrivene os 'trilogia Matrix).

### Singles, EPs
- (1995) "Hard Times" - single, vários remixes.
- (1995) "Clubbed to Death" - single, muitos variante EP variando de 2 a 8 remixes.
- (1998) "Furious Angels" - single, muitos variante EP variando de 2.-7. remixes.
- (1999)The Matrix (OST) tem "Clubbed to Death (Kurayamino mix)" creditado ao seu então DJ aliás "Rob D".
- (2003)A Matrix Reloaded (OST) tem "Furious Angels [instrumental]" e "Château" (uma faixa original).

### Músicas
"Clubbed to Death (Kurayamino variation)"O clássico, composto por big beat e temas orquestrais. Utilizado na cena da "Mulher do vestido vermelho em The Matrix (O treino de Neo com Morpheous) As cordas, no início da remistura "Kurayamino Variation" são adaptados de "Enigma Variations", uma peça popular do compositor Britânico Edward Elgar. A abertura de cordas d'O Movimento de Júpiter, da obra "os Planetas" de Gustav Holst, é também 'samplada' neste tema. Estes dois exemplos demonstram a influência da música clássica do Século XX.
"I'm Not Driving Anymore"Versões Vocal e Instrumental. Do álbum Furious Angels, apareceu em "Driven", um filme sobre corridas de Automóveis. A versão instrumental foi usada no 'trailer' de "The Matrix Reloaded". Também é usado na abertura de um vídeo dos New York Knicks pela NBA na temporada 2006-2007. A batida da Bateria nas duas versões do tema (ligeiramente diferentes) é um "sample" do início de "When the Levee Breaks" dos Led Zeppelin.
"Furious Angels"Incorpora big beats, arranjos de cordas e outras sonoridades orquestrais. Usada na primeira cena de luta de "The Matrix Reloaded initial", entre Neo e alguns Agentes, para dar tempo aos outros capitães de Zion e às tripulações (como Morpheus e Niobe) para fugirem. Bastante semelhante em tema com "Château". A versão instrumental de 'Furious Angels' também aparece o vídeo de abertura do video-jogo "Grand Prix 3". Foi também usada num anúncio para o "Post Office Service", os Correios do Reino Unido.
"Château"Incorpora batidas, arranjos de cordas e de metais. Aparece na cena de luta de "The Matrix Reloaded" entre Neo e os 'capangas' de Merovingian. Também foi usada como tema não oficial para introduzir os resumos televisivos dos Jogos Olímpicos de verão de 2008 no Reino Unido. é um instrumental de alto ritmo, atmosférico e moderno.
"Born Yesterday"Também de "Furious Angels", a versão vocal oferece uma letra poderosa, cheia de queixume.
"Left Me for Dead"De novo, de "Furious Angels". A versão Vocal contém uma letra que demonstra fúria, juntamente com arranjos de cordas e batidas com graves poderosos.
"Clubbed to Death 2"'Faixa exclusiva de Furious Angels. Uma versão menos melancólica e mais empolgante que a sua outra metade. Utiliza 'samples' do Prelúdio em Mi menor de Frédéric Chopin.
"Will You Follow Me"De Furious Angels. Contém praticamente todos os elementos de uma Orquestra, criando música orquestral romãntica e moderna. Utilizada no anúncio de 2008 do Mororla Z8. A ITV do Reino Unido usou-a num vídeo de resumo do campeonato mundial de Fórmula 1 de 2008.
"There's Only Me"Versões Vocal e Instrumental. De "Furious Angels". Usada no genérico da série "Law & Order: Criminal Intent" no Reino Unido.